# Hohnsen (Coppenbrügge)
Hohnsen ist ein Ortsteil im Flecken Coppenbrügge, gelegen im Landkreis Hameln-Pyrmont in Niedersachsen.

## Lage
Hohnsen liegt nordwestlich des Hauptortes Coppenbrügge im nördlichen Weserbergland am nördlichen Ausläufer des Ith.

## Geschichte

### Eingemeindungen
Am 1. Januar 1973 wurde Hohnsen in den Flecken Coppenbrügge eingegliedert.

### Einwohnerentwicklung
| Jahr      | 1910  | 1925  | 1933  | 1939  | 1950  |
| --------- | ----- | ----- | ----- | ----- | ----- |
| Einwohner | 256   | 259   | 233   | 242   | 466   |
| Quelle    | [ 4 ] | [ 5 ] | [ 5 ] | [ 5 ] | [ 1 ] |

## Politik
Ortsrat und Ortsbürgermeister
Der Ortsrat der Ortschaft Brünnighausen vertritt auf kommunaler Ebene die Coppenbrügger Ortsteile Bäntorf, Brünnighausen, Herkensen und Hohnsen.